# Зинченко, Пётр Иванович
Пётр Ива́нович Зи́нченко (29 июня [12 июля] 1903, сл. Николаевская, Астраханская губерния — 17 февраля 1969, Харьков) — советский психолог и педагог, представитель харьковской школы психологии.

## Биография
Окончил Харьковский институт народного образования (1930), работал в научно-исследовательских институтах и вузах Харькова. Доктор педагогических наук (1959), с 1960 года профессор, заведующий кафедрой психологии и руководитель психологической лаборатории Харьковского университета. В 1963 году основал и возглавлял до своей смерти кафедру психологии в Харьковском университете. Наиболее крупные достижения Зинченко связаны с изучением возрастного развития, непроизвольной и произвольной памяти.

## Научная деятельность
С середины 1930-х гг. разрабатывал теоретически и экспериментально деятельностный подход в психологии памяти. Первые экспериментальные работы Зинченко (1939) концептуально основывались на теории деятельности и предшествовали первым публикациям А. Н. Леонтьева (1941, 1944 и др.), в которых излагались основные понятия и положения психологического анализа деятельности. На основе теории деятельности открыл и тщательно исследовал целый ряд мнемических эффектов: эффект интерференции мнемической и «познавательной» задач; структурно-деятельностный эффект (материал, составляющий цель действия, запоминается более эффективно чем аналогичный материал, относящийся к условиям достижения цели); негативный эффект возраста (превосходство первоклассников над более старшими возрастными группами в непроизвольном запоминании чисел при решении арифметических задач); а также эффект, который открыли американские когнитивные психологи Н. Сламека (N. J. Slamecka) и П. Граф (P. Graf) (The generation effect: delineation of a phenomenon, 1978), давшие ему название «эффект генерации» (generation effect): лучше запоминается материал, который испытуемые сами придумывают, по сравнению с аналогичным материалом, который им предъявляется. Последний можно рассматривать как вариант структурно-деятельностного эффекта и, по справедливости должен называться «эффектом Зинченко». Исследования Зинченко имели тесную связь с педагогической практикой.

## Основные публикации
- Проблема непроизвольного запоминания // Научн. записки Харьковского пед. ин-та иностр. языков. 1939. Т. 1. С. 145—187.
- О забывании и воспроизведении школьных знаний // Научн. записки Харьковского пед. ин-та иностр. языков. 1939. Т. 1. С. 189—213.
- Вопросы психологии памяти, в сб.: Психологическая наука в СССР в 2-х тт. Т. 1, — М.: Изд-во АПН РСФСР, 1959. — 599 с.
- Непроизвольное запоминание. — М.: Изд-во АПН РСФСР, 1961. — 562 c. (См. тж. Непроизвольное запоминание и деятельность, idem, Хрестоматия по общей психологии. Психология памяти / Ред. Ю. Б. Гиппенрейтер, В. Я. Романов. — М., 1979. С. 207—216.)

## Семья
Дети стали известными психологами:
- Владимир Петрович Зинченко (1931—2014) — психолог, доктор психологических наук (1967), профессор (1968), академик РАО (1992); один из основателей инженерной психологии и эргономики в России.
- Татьяна Петровна Зинченко (1939—2001) — психолог, доктор психологических наук, профессор, специалист по экспериментальной и когнитивной психологии.

### Биографические сведения
- Петр Иванович Зинченко (1903—1969) : некролог // Вопросы психологии, Том 15, 1969, Выпуск 1
- Андрющенко Е. В., Лактионов А. Н. Петр Иванович Зинченко — лидер харьковской психологии
- Зинченко В. П., Мещеряков Б. Г. Петр Иванович Зинченко (1903—1969): его жизнь и труды (К 110-летию со дня рождения П. И. Зинченко) // Психологический журнал Международного университета природы, общества и человека «Дубна» / Dubna Psychological Journal, № 2, с. 1-23, 2013 — ISSN 2076-7099
- Мещеряков Б. Г. П. И. Зинченко и психология памяти. (К 100-летию со дня рождения ученого) // Вопросы психологии, 2003, № 4, с. 84-103.